# Patrice Toye
Patrice Toye (Gent, 31 juli 1967) is een Belgische filmregisseuse.

## Biografie
Toye studeerde film aan de hogeschool Sint-Lukas in Brussel waar ze afstudeerde in 1989. In 1990 realiseerde ze haar eerste kortfilm en in 1998 haar eerste langspeelfilm, die meteen een aantal prijzen haalde. Toye is docente Film aan de kunstenhogeschool LUCA School of Arts op de campus Sint-Lukas Brussel.

## Filmografie
- 1990: Tout ce qu'elle veut (kortfilm)
- 1992: Vrouwen willen trouwen (kortfilm)
- 1994: Stad in zicht (kortfilm)
- 1996: Stoute schoenen (televisiefilm)
- 1997: L'amant de Maman (televisiefilm)
- 1998: Rosie
- 2005 Gezocht: man (televisiefilm)
- 2008: Nowhere Man
- 2012: Little Black Spiders
- 2019: Muidhond

## Prijzen
- 1993: Joseph Plateau Award - Beste Belgische kortfilm (Vrouwen willen trouwen)
- 1998: André-Cavensprijs van de Union de la critique de cinéma) 1998 voor Rosie
- 1998: Filmfestival van Gent – Beste regie 1998  voor Rosie
- 1999: Joseph Plateau Award – Beste Belgische regisseur